# Andy Rubin
Andrew E. Rubin to amerykański programista, przedsiębiorca i inwestor wysokiego ryzyka. Rubin założył firmę Android Inc. w 2003 roku, która została przejęta przez Google w 2005 roku. Przez 9 lat pracował jako wiceprezes Google i kierował tworzeniem i promowaniem systemu operacyjnego Android dla telefonów komórkowych i innych urządzeń. Rubin opuścił Google w 2014 roku po zarzutach o niewłaściwe zachowanie seksualne, choć początkowo było to przedstawiane jako dobrowolne odejście, a nie zwolnienie. Następnie służył jako współzałożyciel i dyrektor generalny firmy venture capital Playground Global w latach 2015-2019. Rubin pomógł również założyć Essential Products w 2015 roku, start-up z telefonami komórkowymi, który został zamknięty w 2020 roku bez znalezienia kupca.
Rubin został nazwany "Androidem" przez swoich współpracowników w Apple w 1989 roku ze względu na zamiłowanie do robotów, przy czym pseudonim ten ostatecznie stał się oficjalną nazwą systemu operacyjnego Android. Przed Androidem Inc, Rubin pomógł również założyć Danger Inc. w 1999 roku, inną firmę zaangażowaną w przestrzeń mobilną; Rubin opuścił Danger, aby pracować nad Androidem w 2003 roku, a Danger został ostatecznie przejęty przez Microsoft w 2008 roku.
W 2018 roku The New York Times opublikował artykuł ujawniający szczegóły odejścia Rubina z Google w 2014 roku - że było ono wymuszone, a nie dobrowolne ze względu na wiarygodne zarzuty, że molestował seksualnie pracownice, i że Google zapłacił Rubinowi 90 milionów dolarów odprawy, aby przyspieszyć proces. Duża odprawa Google wzbudziła spore kontrowersje.

## Wczesne życie i edukacja
Rubin dorastał w Chappaqua w Nowym Jorku jako syn psychologa, który później założył własną firmę marketingu bezpośredniego. Firma jego ojca tworzyła zdjęcia najnowszych gadżetów elektronicznych, które miały być wysyłane z rachunkami za karty kredytowe. W latach 1977–1981 uczęszczał do Horace Greeley High School w Chappaqua w Nowym Jorku, a w 1986 roku uzyskał tytuł licencjata w dziedzinie informatyki w Utica College w Utica w Nowym Jorku.

## Kariera
Andy Rubin pracował w firmie Apple od 1989 do 1992 roku jako inżynier produkcji.

### General Magic
Rubin dołączył do General Magic w 1992 roku. Pracował nad rozwojem Motoroli Envoy jako główny inżynier.

### Google
Po przejęciu Androida przez Google w 2005 roku, Rubin został starszym wiceprezesem firmy ds. urządzeń mobilnych i treści cyfrowych, gdzie nadzorował rozwój Androida, systemu operacyjnego open-source dla smartfonów. 13 marca 2013 roku Larry Page ogłosił we wpisie na blogu, że Rubin przeniósł się z działu Androida, aby zająć się nowymi projektami w Google. Androida przejął Sundar Pichai. W grudniu 2013 roku Rubin rozpoczął zarządzanie działem robotyki w Google (w tym firmami takimi jak Boston Dynamics, których Google było wówczas właścicielem). 31 października 2014 roku opuścił Google po dziewięciu latach pracy w firmie, aby założyć firmę venture capital dla startupów technologicznych.

### Zarzuty dotyczące molestowania seksualnego
Według The New York Times, podczas gdy odejście zostało przedstawione mediom jako polubowne, dyrektor generalny Larry Page osobiście poprosił o rezygnację Rubina po tym, jak roszczenie o molestowanie seksualne pracowniczki przez Rubina zostało uznane za wiarygodne, podczas dochodzenia przeprowadzonego przez Google. Pracowniczka, z którą Rubin miał związek pozamałżeński, oskarżyła go o zmuszanie jej do seksu oralnego w pokoju hotelowym w 2013 roku. Rubin zdecydowanie zaprzeczył tym doniesieniom, stwierdzając, że "te fałszywe zarzuty są częścią kampanii oszczerstw, aby zdyskredytować mnie podczas rozwodu i bitwy o opiekę nad dzieckiem". Incydent ten, między innymi, doprowadził do strajków pracowników Google w 2018, ponieważ Rubin podobno otrzymał 90 milionów dolarów (złoty spadochron), aby przyspieszyć jego rozstanie z firmą. Google odpowiedziało, wysyłając notatkę do pracowników, mówiąc, że żaden pracownik zwolniony z powodu obaw o molestowanie seksualne po 2016 roku nie otrzymał wypłat.

### Po Google'u
Po odejściu z Google, w 2015 roku Rubin założył Playground Global, wraz z Peterem Barrettem, Mattem Hershensonem i Brucem Leakiem. Jest to firma venture capital i studio dla start-upów technologicznych, zapewniając finansowanie, zasoby i mentoring. W 2015 roku Playground Global zebrał fundusz o wartości 300 milionów dolarów od inwestorów, w tym między innymi Google, HP, Foxconn, Redpoint Ventures, Seagate Technology i Tencent. Rubin opuścił Playground Global w maju 2019 roku.
Rubin ostatecznie dołączył i pomógł stworzyć start-up Essential Products zajmujący się telefonami z systemem Android. W listopadzie 2017 roku wziął urlop od Essential Products po tym, jak wypłynęły doniesienia o niewłaściwej relacji z czasów pracy w Google. W grudniu 2017 roku powrócił do Essential Products. Firma została zamknięta w 2020 roku.
Rubin i jego była żona, Rie Hirabaru Rubin, posiadali i prowadzili Voyageur du Temps - piekarnię i kawiarnię w Los Altos w Kalifornii, która została zamknięta we wrześniu 2018 roku.